# Eugenio Viale
Eugenio Viale (Casale Monferrato, 6 marzo 1939) è un politico italiano.

## Biografia
Laureato in giurisprudenza, è un imprenditore nel settore alimentare.
Alle elezioni politiche del 2001 è eletto deputato con la lista Abolizione scorporo collegata a Forza Italia. Dal 2001 al 2006 è stato membro e segretario della VI Commissione parlamentare finanze e dal 2002 al 2006 membro inoltre della IX Commissione lavoro pubblico e privato.